# آولینو
شهر  آولینو (به ایتالیایی: Avellino) با جمعیت ۵۷٬۰۷۱ نفر  در ناحیه کامپانیا در کشور ایتالیا واقع شده‌است.